# Implosiva velar surda
A implosiva velar surda é um som consonantal raro, usado em algumas línguas faladas. O símbolo no Alfabeto Fonético Internacional que representa este som é ⟨ɠ̊⟩ ou ⟨kʼ↓⟩. A letra específica do AFI, ⟨ƙ⟩, foi retirada em 1993.

## Características
- Sua maneira de articulação é oclusiva, ou seja, produzida pela obstrução do fluxo de ar no trato vocal.[1]
- Como a consoante também é oral, sem saída nasal, o fluxo de ar é totalmente bloqueado e a consoante é uma plosiva.[1]
- Seu ponto de articulação é velar, o que significa que se articula com a parte posterior da língua (dorso) no palato mole.[1]
- Sua fonação é surda, o que significa que é produzida sem vibrações das cordas vocais. É uma consoante oral, o que significa que o ar só pode escapar pela boca.[1]
- É uma consoante central, o que significa que é produzida direcionando o fluxo de ar ao longo do centro da língua, em vez de para os lados.[1]
- O mecanismo da corrente de ar é implosivo (ingressivo glótico), o que significa que é produzido puxando o ar e bombeando a glote para baixo.[1]
- Como não tem voz, a glote está completamente fechada e não há corrente de ar pulmonar.[1]

## Ocorrência
O /ɠ̊/ fonêmico não foi confirmado para nenhum idioma. Foi reivindicado para lendu, mas é mais provável que seja /ɠ̰/ com voz ''rangente'', como em Hauçá. Alguns falantes de inglês usam um implosivo velar surdo [ɠ̊] para imitar o som "glug-glug" de líquido sendo derramado de uma garrafa, embora outros usem um implosivo expresso [ɠ].